# Mayordomía

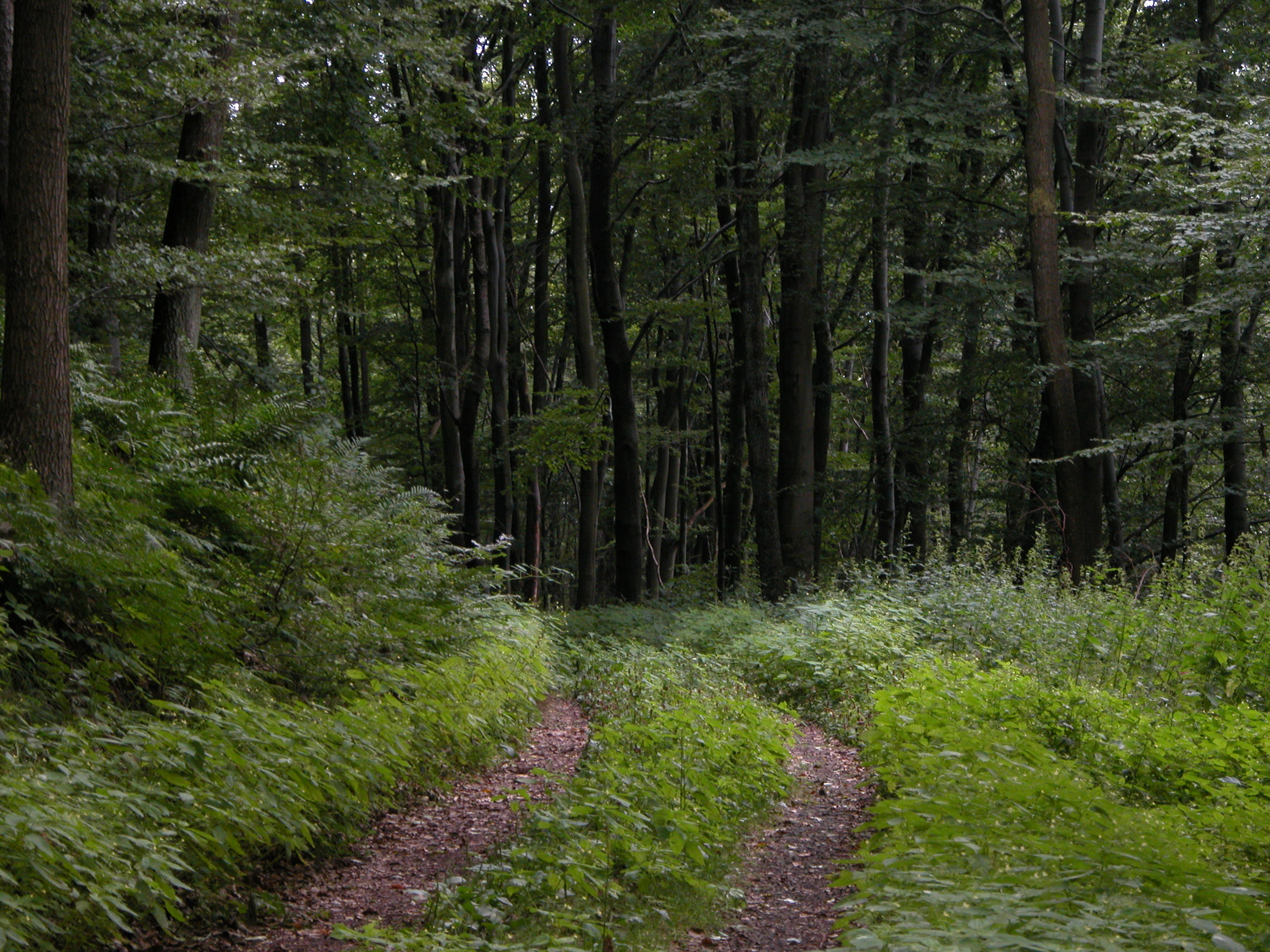
Bosque en Alemania. La normativa alemana obliga a administrar los bosques con mayordomía.

La mayordomía en administración es la ética de la gestión responsable de los recursos. El concepto se puede aplicar al medio ambiente y sus recursos naturales, a la economía, a la salud, a la propiedad, a la información, y a la tecnología, entre otros.

## Historia del término
"Mayordomía" es desde hace siglos palabra del idioma castellano. Debido a lo que designaba —cargo y empleo de mayordomo— había caído en desuso, pero se ha empezado a recuperar a comienzos del siglo XXI para traducir el término inglés stewardship, que originalmente, en los castillos medievales, significaba lo mismo, pero que después, en una evolución distinta a la del término castellano, ha adquirido el significado de "administración responsable". 
Al principio "mayordomía" se refería a los sirvientes de la casa que llevaban comida y bebida para el comedor del castillo. Las responsabilidades del mayordomo fueron paulatinamente ampliadas para incluir todas las necesidades internas, de servicio y de gestión de la familia noble que lo empleaba. La administración comercial tiende a las necesidades internas y de servicios de pasajeros en barcos, trenes, aviones o comensales en restaurantes. En textos en inglés dentro de estos ámbitos podremos ver el término stewardship. De manera general se usará "mayordomía" para designar una administración responsable de bienes valiosos que pertenecen a otros. Esta responsabilidad implica necesariamente evitar que los bienes se deterioren o dilapiden y, si es posible, acrecentarlos. Por ejemplo, en Alemania, la mayordomía obliga a que, si se tiene que hacer una carretera, y por tanto talar una parte del bosque, se deben plantar nuevos bosques para compensar la parte destruida, o promover la biodiversidad.
La norma internacional ISO 20121 - Sistema de gestión de la sostenibilidad - Requisitos con orientación para su uso define la mayordomía en su párrafo 3.20 como «La responsabilidad del desarrollo sostenible compartido por todos aquellos cuyas acciones afectan el desempeño ambiental de la actividad económica y el progreso social, que se refleja como un valor y una práctica por individuos, organizaciones, comunidades y autoridades competentes.»